# Volavka popelavá
Volavka popelavá (Ardea cinerea) je velký vodní pták z čeledi volavkovitých. Je hojně rozšířená, vyskytuje se na všech kontinentech východní polokoule s výjimkou Austrálie a živí se zejména rybami. V Evropě se jedná o největšího zástupce volavek.

## Popis

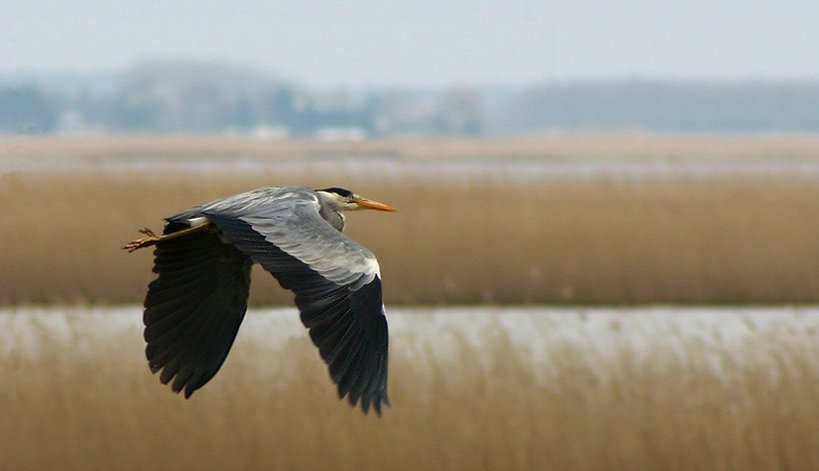
Volavka popelavá v letu

Volavka popelavá je velký, silně stavěný pták. Dorůstá 84–102 cm, v rozpětí křídel měří 155–175 cm a dosahuje hmotnosti mezi 1–2 kg. Jejím nejnápadnějším znakem je dlouhý štíhlý krk a dlouhé končetiny, které ji umožňují pohybovat se i ve větších hloubkách. Je naprosto nezaměnitelná, ze spodní strany špinavě bílá a svrchu šedá s růžovožlutým zobákem, tmavým pruhováním na krku, černými konci křídel a tmavými prodlouženými pery na hlavě. Ačkoli je po většinu roku zbarvena podobně, v období rozmnožování má obvykle o něco červenější zobák a končetiny. Pohlaví se mezi sebou neliší, mladí ptáci jsou v porovnání s dospělci výrazně tmavší a z velké části postrádají bílé zbarvení krku a dlouhá tmavá pera na hlavě.
Létá s pomalými údery křídel, krk má přitom esovitě prohnutý a končetiny natažené.

## Hlasový projev
Ozývá se nejčastěji v letu a to drsným kré nebo krejch.

## Rozšíření

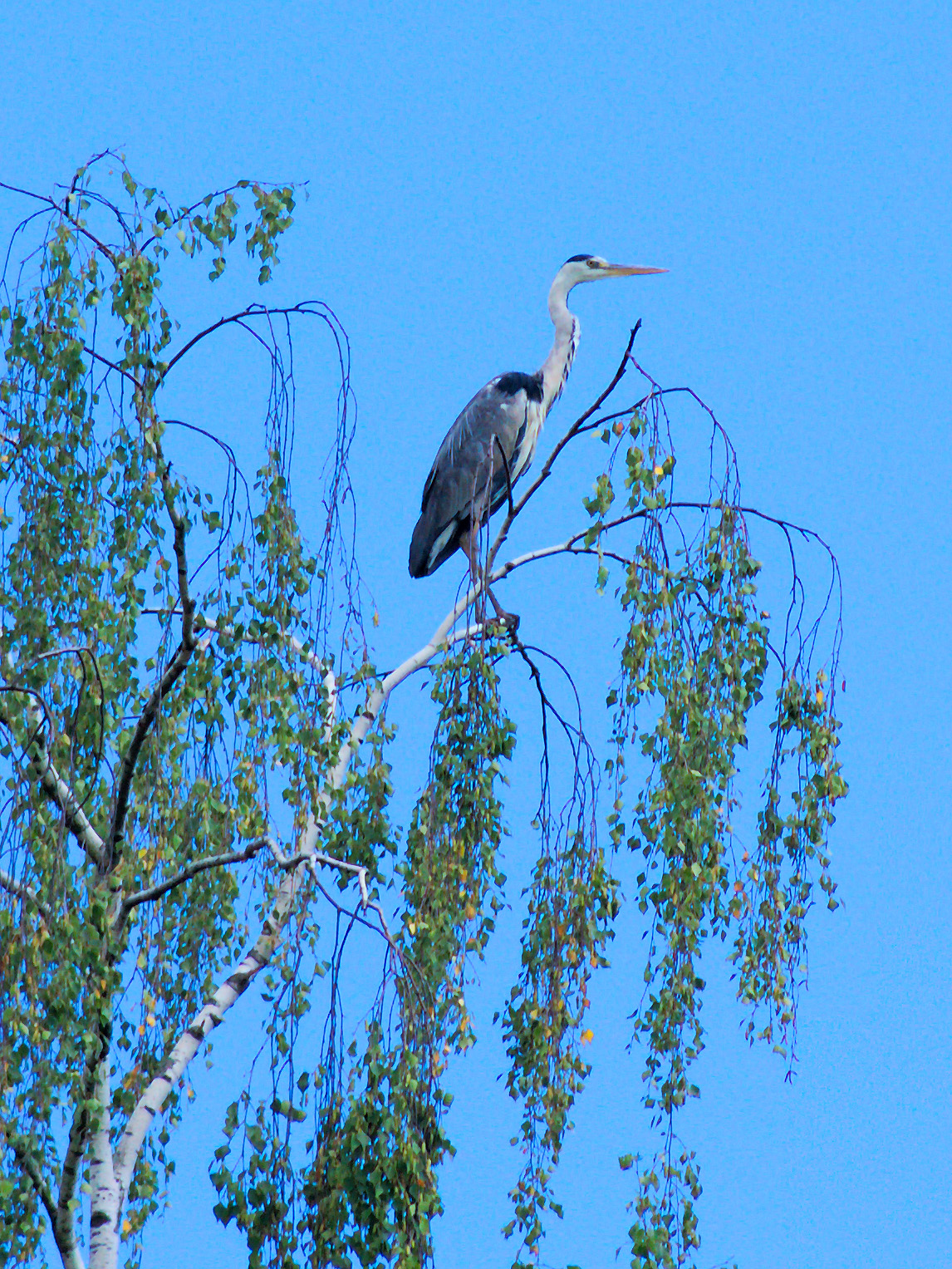
Ardea cinerea na řece Zimyonka

Volavka popelavá patří mezi rozšířené a hojné zástupce volavek, s globální populací 710 000 – 3 600 000 jedinců je v Červeném seznamu IUCN zařazena do kategorie málo dotčených druhů. Obývá prakticky celou Evropu, zcela chybí pouze na velkém území Skandinávie, velmi rozšířená je i v Asii a obývá také Afriku, konkrétně její severní a subsaharskou část. V Evropě jsou tažné zejména severní a východní populace, které táhnou směrem na jih, jedinci ve střední Evropě jsou většinou stálí (viz mapka rozšíření).
Volavka popelavá je obyvatelem prakticky všech typů vod bohatých na potravu, od pomalu tekoucích řek a mokřin, po jezera, rybníky, nádrže, kanály a umělá jezírka v parcích. Za potravou často zalétává také na pole.
V České republice je nejhojnější volavkou. Vyskytuje se prakticky na celém jejím území až po nadmořskou výšku 730 m a hnízdí zde v počtu 1000–1400 párů a zimuje v počtu 3–6000 jedinců. Jelikož byla v minulosti často lovena, na území mnoha států Evropy je v současné době chráněným druhem.

## Ekologie

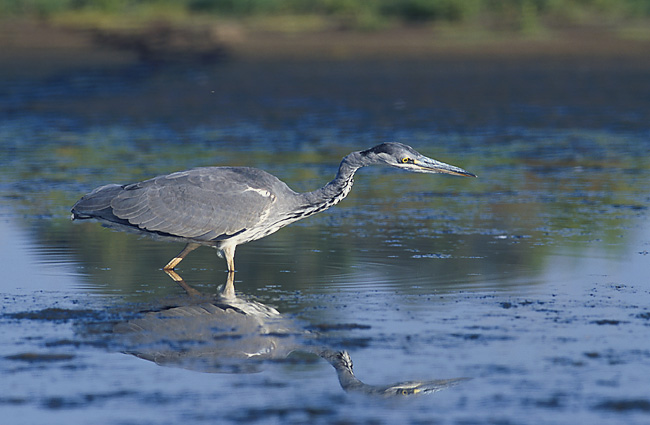
Volavka popelavá v typické nehybné poloze při vyčkávání na kořist

Volavka popelavá se po většinu roku zdržuje samostatně, výjimkou jsou pouze velké vodní plochy s velkým množstvím potravy, kde se může vyskytovat i větší množství jedinců, vždy však rovnoměrně rozprostřených. Nejaktivnější je brzy ráno a za soumraku.

### Potrava
Převažující složkou v potravě volavky popelavé jsou ryby různé velikosti i mrtvé (preferuje), požírá však také obojživelníky, měkkýše, hmyz a jiné bezobratlé, malé ptáky a savce, občas plení i hnízda vodních ptáků, často loví hraboše na polích a tím je užitečná.
Škody na tekoucích vodách jsou zanedbatelné, přesto rybáři vyvíjí silný nátlak na povolování jejich odstřelu.
Kořist většinou polyká vcelku, pokud je však příliš velká, vyvrhuje ji a snaží se ji spolykat znovu.
Podobně jako ostatní druhy volavek má svou speciální taktiku lovu. Bez pohybu stojí ve vodě nebo na souši a upřeně hledí na vodní hladinu nebo na zem a v případě, že se kořist přiblíží na vhodnou vzdálenost, se jí zmocňuje rychlým škubnutím krkem a většinou ji doslova harpunuje.

### Rozmnožování

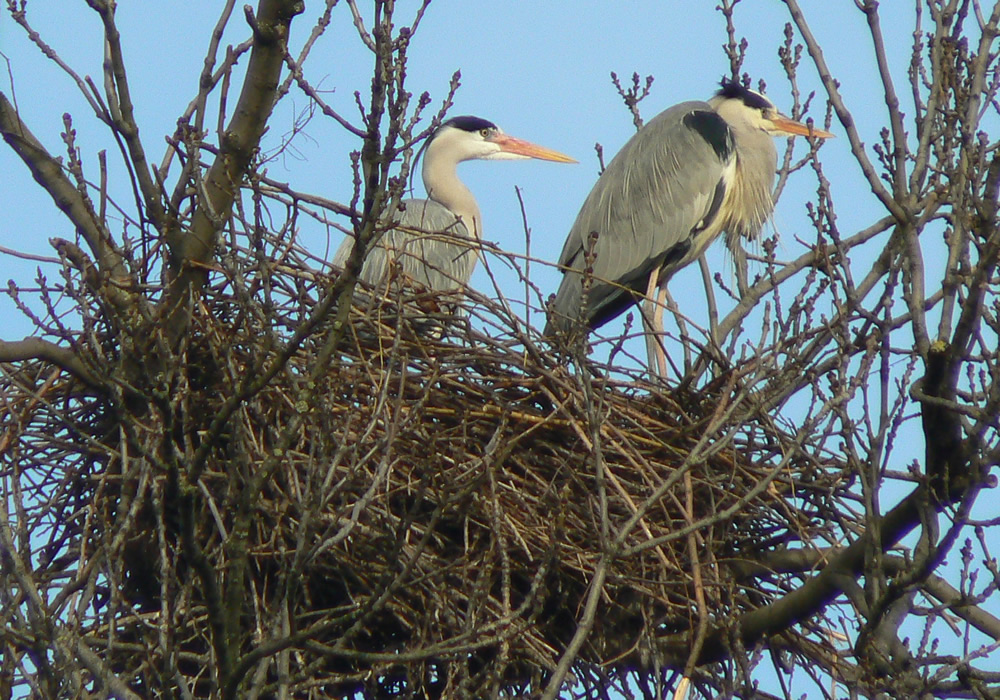
Pár na hnízdě

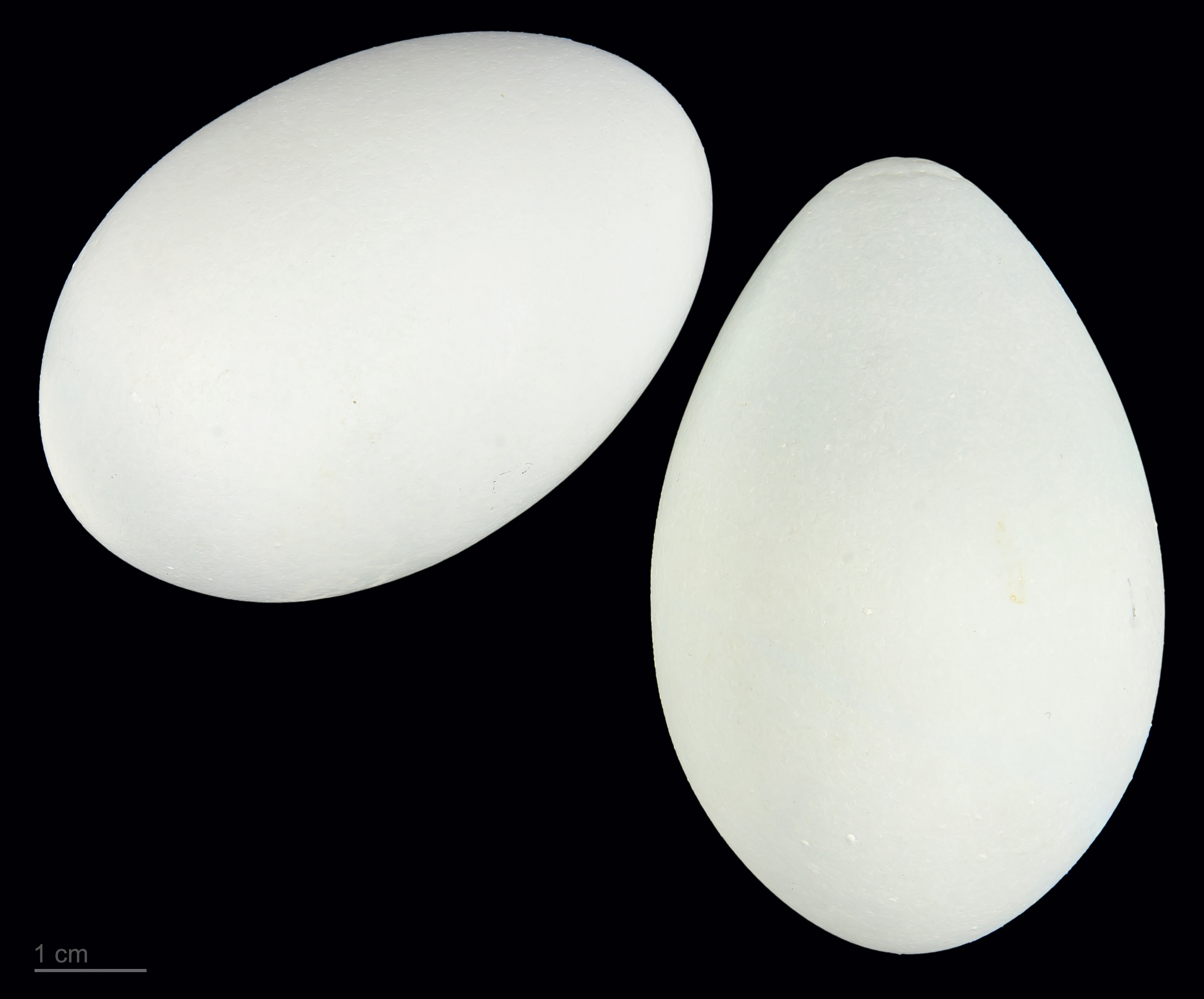
Ardea cinerea

Volavka popelavá hnízdí většinou ve skupinách, které mohou být ve vhodných podmínkách i velmi početné. Hnízdo, které mívá v průměru téměř půl metru, staví v korunách vysokých stromů. Jeho základním stavebním materiálem jsou větve, zevnitř ho poté většinou vystýlá trávou. Ačkoli se sháněním stavebního materiálu většinově zabývá samec, hnízdo jako takové staví zejména samice. Na svá hnízdiště se páry vrací několik let po sobě, opuštěná hnízda volavek pak k hnízdění často využívají i jiné druhy ptáků.
Ve střední Evropě hnízdí v rozmezí od února do srpna, ročně přitom mívá jen jednu snůšku po 3–5 (nejčastěji 4) zelenavých, 4,3–6 cm velkých vejcích, na kterých sedí střídavě oba rodiče po dobu 25–26 dnů. Mladé ptáky, kteří jsou plně opeřeni po 20–30 dnech, následně krmí rybami.

## Poddruhy
- A. c. cinerea Linné, 1758 (Evropa, Afrika a západní Asie)
- A. c. jouyi Clark, 1907 (východní Asie)
- A. c. firasa Hartert, 1917 (Madagaskar)
- A. c. monicae Jouanin a Roux, 1963 (mauritánské ostrovy vyjma Banc d'Arguinu)[10]